# Fiat Polski 126P
La Fiat Polski 126p était une petite voiture fabriquée en Pologne entre 1973 et 2000. C'était la version polonaise de la Fiat 126 et, pour la différencier de celles fabriquées en Italie il lui avait été ajouté la lettre P, de la même façon que Fiat avait déjà procédé avec la Fiat 125, rebadgée Fiat 125P.
Dès 1973, la Fiat 126p fut fabriquée sous licence par FSM dans les toutes nouvelles usines de Bielsko-Biała et de Tychy construites avec l'aide de Fiat Auto. À l'époque, le régime polonais était encore sous tutelle soviétique.
Cette voiture devint en très peu de temps, grâce à un prix serré, la voiture de référence des Polonais jusqu'en 1990. Ils l'avaient surnommée Maluch (le petit, le mot voiture étant masculin en polonais). Ce surnom était devenu tellement populaire qu'en 1997 le constructeur FSM l'utilisa comme nom officiel d'une série spéciale.
D'abord commercialisée sous la marque Fiat-Polski jusqu'en 1982, date à laquelle Fiat retira sa licence pour la Fiat 125P au constructeur FSO, elle devint Fiat 126p by FSM ensuite, Fiat ayant acquis une participation importante dans FSM. C'était le début de l'ouverture des pays de l'ex-bloc de l'Est. Exportée dans quasiment tous les pays du bloc soviétique, elle fut la voiture la plus vendue également en Hongrie pendant une décennie. Une version fourgonnette comme la Fiat 500 Giardiniera a aussi été construite localement mais jamais exportée en Occident.
La production cumulée de Fiat 126p construites dans les usines de Bielsko-Biała et de Tychy atteindra 3.318.674 exemplaires.

## Les grandes dates
- 1972 : Présentation côte à côte des Fiat 126 A et Fiat 500 R au Salon de l'automobile de Turin au mois de novembre.
- 1972 : Une nouvelle marque FSM est créée et une usine destinée à la 126 est construite à Bielsko-Biała.
- 1973 : Le 6 juillet, la première Polski Fiat 126p est assemblée en Pologne à partir de pièces en CKD en provenance d'Italie. 1.500 exemplaires suivront cette même année.
- 1973 : La société autrichienne Steyr-Puch produit une Fiat 126 A avec un moteur légèrement plus puissant. En Angleterre, la FIAT 126 porte le nom de "126 SALOON".
- 1976 : Sortie de la FIAT 126 "Personal". En Pologne, c'est la "126 P 650", en Italie et en France, la "126 Personal", en Suisse, la "126 Bambino", et en Angleterre, elle porte le nom de "126 DeVille".
- 1977 : La cylindrée du moteur passe de 594 cm³ à 652 cm³. la puissance passe de 23 à 24 ch (17 kW).
- 1978 : La production des moteurs 594 cm³ est stoppée.
- 1978 : Séries spéciales 126 "Personal 4 Black" et 126 "Personal 4 Silver".
- 1979 : Fin de la production en Italie, après 1 352 912 unités produites. La production est assurée uniquement par l'usine FSM de Bielsko-Biała, en Pologne.
- 1980 : Séries spéciales 126 Personal 4 "Red" et 126 Personal 4 "Brown".
- 1981 : La barre de 1.000.000 d’unités produites est franchie en Pologne.
- 1982 : Version 126 E.
- 1983 : Versions 126 Standard 650 E, 126 Confort 650 EK, et 126 Special 650 ES.
- 1984 : Sortie de la version FL. Des changements techniques et esthétiques sont apportés.
- 1987 : Sortie de la version 126 Bis, qui sera largement exportée. Moteur bi-cylindre 700 cm³ refroidi par eau positionné plus bas que sur les versions refroidies par air, ce qui laisse un espace pour la création d’un hayon libérant un coffre de petite contenance.
- 1989 : Série spéciale 126 NIKI, réservée au marché Australien.
- 1991 : Fin de la commercialisation de la 126 Bis en Europe. L'usine polonaise continue de fabriquer des 126 refroidies par air pour le marché intérieur. Début de la production d'une version cabriolet en Pologne.
- 1993 : La barre des 3.000.000 d’unités produites est franchie par FSM en Pologne.
- 1994 : Version EL. Le moteur est le 652 cm³. Importants changements au niveau de la carrosserie. L'intérieur et les suspensions proviennent de la Fiat Cinquecento.
- 1995 : Fin de production des Fiat 126 cabriolet, 500 exemplaires auront été produits pour les pays de l'Est, l'Allemagne et les Pays-Bas, par la société Bosmal, qui vend aussi des kits pour transformer une Fiat 126 classique en cabriolet.
- 1997 : Version ELX. La voiture reçoit un pot catalytique, et prend le nom de "Maluch", son surnom populaire polonais qui veut dire "le petit".
- 2000 : La production est arrêtée après  3.320.000 unités. Série limitée "Happy End" de couleur jaune produite à 1000 exemplaires.

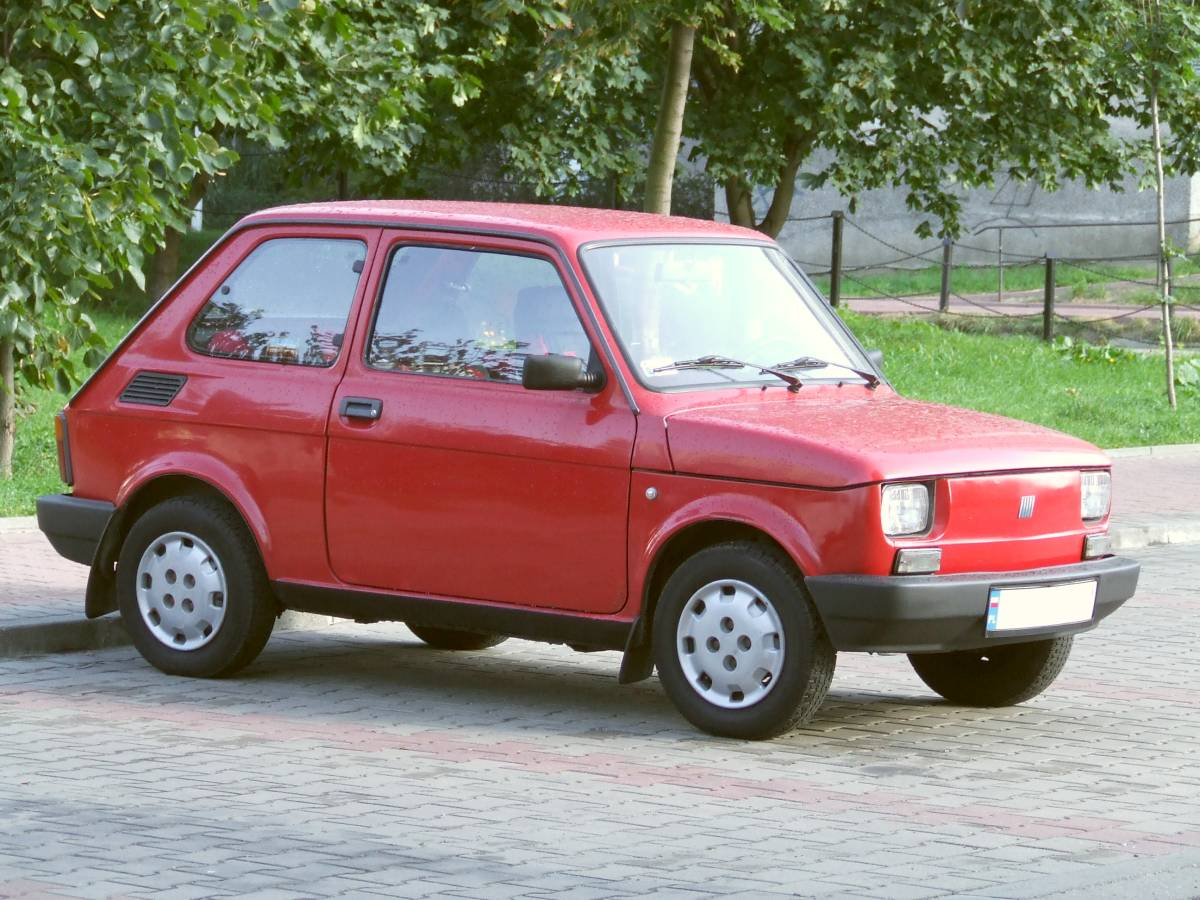
Fiat FSM 126 dernière série

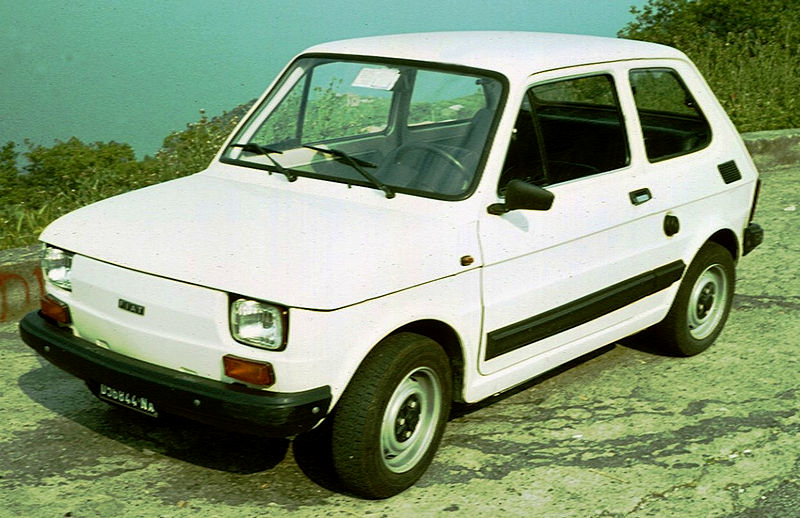
Fiat 126 Personnal

## Différents modèles
- Fiat 126 A
  - Moteur bicylindre refroidi par air
  - Cylindrée : 600 cm3
  - Pare-chocs chromés
- Fiat 126 Personal 4
  - Moteur bicylindre refroidi par air
  - Cylindrée : 650 cm3
  - Pare-chocs en plastique.
- Fiat 126 BIS
  - 1987-1991
  - Moteur bicylindre refroidi par eau
  - Cylindrée : 703 cm3
- Fiat Steyr 126
  - 1973-1975
  - Moteur bicylindre boxer 80x64 mm
  - Cylindrée : 643 cm3

## Curiosité
La Fiat 126p Maluch en Chine.

À la fin des années 1970, la Chine a voulu expérimenter l’économie de marché. À l’époque, toute la Chine appliquait le principe de l'économie planifiée mais le gouvernement avait jugé nécessaire de voir si cette pratique capitaliste appelée « marché libre » pouvait s’appliquer aux réalités chinoises. Une des raisons qui a accéléré cette décision fut la terrible sécheresse de 1978 qui avait plongé l’agriculture du pays dans un état catastrophique. Deng Xiaoping, le premier secrétaire du Parti, s'est rendu dans les provinces touchées par cette catastrophe et leur a ordonné de s'enrichir le plus rapidement possible, même si le socialisme devait en prendre un coup. Il fallait par exemple rétablir la situation de la ville de Wenzhou située sur la côte Est de la Chine. Beaucoup de choses furent alors autorisées, des choses qui étaient auparavant interdites.
C’est dans cette ville qu'il a été décidé d'expérimenter le marché libre. Des petites entreprises ont été créées. Le revenu par habitant, jusqu'alors inférieur à celui des  autres régions a rapidement commencé à croître, à un rythme qui a effrayé les responsables du parti. Il s’avéra que l’économie de marché permettait vraiment de sortir de la pauvreté et de rattraper le retard. 7 à 8 ans après le début de l’expérience, le revenu par habitant de Wenzhou était deux fois supérieur à celui des autres régions de la Chine ! Fait intéressant, Wenzhou a rapidement acquis la réputation d’être la ville dans laquelle se trouvaient les usines les plus avancées et performantes.
Une des idées, pour développer l’économie de Wenzhou, fut de permettre aux chauffeurs privés de développer leur propre entreprise de taxis. Auparavant, l'utilisation d'une voiture privée à des fins commerciales n'était pas autorisé et de toute manière, à Wenzhou, il n'y avait quasiment aucune voiture. C’est pourquoi le gouvernement chinois a décidé d’acheter des voitures qui seraient revendues à ces nouveaux entrepreneurs et c'est la Fiat 126p qui fut choisie.
Pourquoi un tel choix alors que la voiture est petite et ne répond vraiment pas aux critères de'une voiture taxi ? 

Pour deux raisons : la première était purement idéologique. Il était parfaitement exclu d’acheter des voitures occidentales connues. Il était impératif de trouver une bonne voiture produite dans un pays frère. L’Union Soviétique produisait la ZAZ 965 Zaporozhets mais les relations entre les deux pays n’étaient pas des meilleures et, de plus, l'URSS exigeait de l’argent. Il y avait aussi la Trabant mais, c’est la Fiat 126 Maluch qui a été choisie… pour une raison surtout économique : aucun payement (ni dollars, ni yuans) n’a été effectué ! Le marché a été conclu avec du troc de marchandises.
Au début, les Fiat-Polski 126p étaient toutes de la version la plus luxueuse (Personal 4) et de couleur orange ou jaune. L’usine polonaise expédiait des lots de 1 000 voitures. Plus tard, d’autres couleurs sont apparues : rouge ou gris-vert. Au total, ce sont plus de 10 000 Fiat 126p Maluch qui ont été livrées à l’Empire du Milieu entre 1980 et 1986. Environ 5 000 ont été utilisées comme taxis à Wenzhou. À partir de 1983 (ou de 1984), il fut tout possible à tout citoyen de la province d’acheter une Fiat 126 Maluch à titre privé qui coûtait toutefois une fortune et seuls quelques Chinois ont pu se permettre un tel luxe. La Fiat 126 Maluch a été la première voiture particulière disponible en Chine.
A Wenzhou, on roulait en Fiat 126 Maluch et personne ne semblait être dérangé par les deux portes. Les taxis emmenaient 4 personnes avec leurs bagages. Sa fiabilité ne posait aucun problème mais les opérations courantes d'entretien s'avéraient compliquées car il n'y avait pas de mécaniciens capables de s’occuper d’autre chose que des camions et autobus.
Au milieu des années 1980, les importations de Maluch ont cessé. La Chine a voulu commencer à produire des petites voitures sous licence, le plus souvent japonaises. Mais la Chine avait interdit leur vente ailleurs que dans la province où elles étaient produites, le paysage automobile pouvait être totalement différent d’une ville à l’autre. A Jilin par exemple, l'usine Jiangbei Machinery Works, à la pointe de la technologie, a commencé à assembler des Subaru Rex sous le nom de Shenjian.
Mais elle avait des problèmes pour produire la carrosserie. Elle ne parvenait pas à en fabriquer plus de 150 exemplaires par mois. Pour remédier à cette situation, et aussi incroyable que cela puisse paraître, ils se sont inspirés de la Fait 126 Maluch pour en copier la carrosserie et la fabriquer vraisemblablement en fibre de verre et la monter sur le châssis de la Subaru qui disposait, comme la Fiat 126p d’un moteur placé à l’arrière. La conversion n’a pas été aussi facile que prévu. Un prototype a été réalisé baptisé Jiangbei JJ710, copie chinoise de la Fiat 126 Maluch avec des poignées de portes cachées comme la Renault 5, un dessin différent des passages de roues et munie des roues de Subaru Rex...
A Wenzhou, circulent encore des Fiat 126 Maluch qui ont presque 40 ans, pas souvent en très bon état. On peut voir des photos sur certains sites comme Carnewschina.com. Une série télévisée chinoise « Hi, Fiat » a été largement diffusée en 1994 et relatait les aventures de M. Ding, premier chauffeur de taxi privé de Wenzhou. La Fiat 126p Maluch utilisée dans cette série est exposée au Musée de l’Automobile de la ville.